# 三重県道508号津港線
三重県道508号津港線（みえけんどう508ごう つこうせん）は、三重県津市を通る一般県道である。

## 概要
津市港町から津市東丸之内に至る。
中部国際空港へのアクセス港である津港（津なぎさまち）に行くには、この道路よりも幅の広い津市道のフェニックス通りを利用した方が便利である。

### 路線データ
- 起点：津市港町（津港）
- 終点：津市東丸之内（岩田橋北交差点、国道23号交点、国道163号終点）
- 総延長：1,175 m

## 歴史
- 1959年（昭和34年）1月25日 - 路線認定[1]。

## 路線状況

### 道路施設

#### 橋梁
- 極楽橋（津市）

## 地理

### 通過する自治体
- 三重県
  - 津市

### 交差する道路
| 交差する道路                      | 交差する場所 | 交差する場所          |
| --------------------------------- | ------------ | --------------------- |
| 三重県道114号上浜高茶屋久居線     | 東丸之内     | 阿古木橋北詰交差点    |
| 国道23号 / 伊勢参宮街道 国道163号 | 東丸之内     | 岩田橋北交差点 / 終点 |

### 沿線
- 津港
- 津松菱